# Vindima

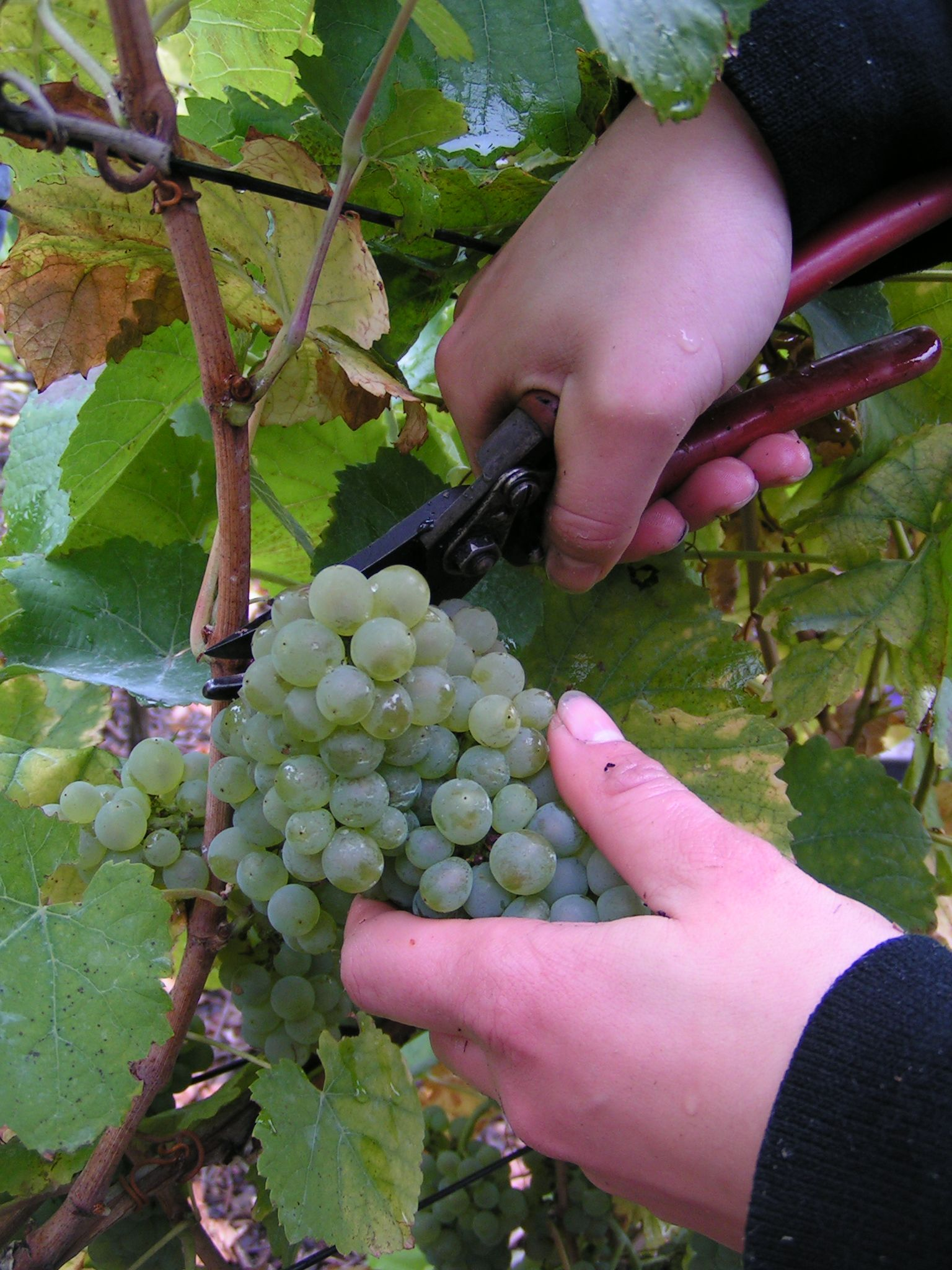

A vindima é a colheita (apanha) da uva. Num sentido mais lato a vindima engloba o período entre a colheita das uvas e o inicio da produção do vinho.
Alguns vinhos com Denominação de Origem são designados como "vindima tardia". Estes têm de ser comercializados sob a sua variedade (só podem ser monocastas, das variedades Gewürztraminer, Pinot Gris, Riesling, Muscat) e ano de vindima. São vinhos que não podem ser enriquecidos. Como o nome indica, a vindima tardia consiste em fazer uma apanha da uva mais tarde, dando tempo para que o fungo Botrytis Cinérea afecte as uvas, o que confere ao vinho um sabor doce.
Em Portugal, a vindima ocorre em diferentes meses, consoante a espécie da uva e a localização das vinhas. Na região do Douro, a vindima é feita durante o mês de setembro, podendo estender-se até outubro.[carece de fontes?]
No sul do Brasil este período é no início de janeiro. Em Urussanga e Pedras Grandes ao sul de Santa Catarina, única região produtora da uva Goethe, ocorre normalmente na segunda ou terceira semana de Janeiro, quando inicia a produção dos vinhos Goethe,com certificação de origem, de uvas brancas com um aroma e sabor singulares.[carece de fontes?]